# 멘러브 애비뉴 251번지
멘러브 애비뉴 251번지(251 Menlove Avenue)는 영국 리버풀에 위치하며 멘딥스라고 불리는 존 레논의 어릴 적 집이다. 내셔널 트러스트에 의해 2급 건축물로 분류되어 관리되고 있다.

## 역사
1945년 부모님이 헤어질 당시 겨우 다섯 살이던 존 레논은 미미 이모와 조지 스미스 이모부 소유의 연립주택이 있는 멘딥스로 이사를 가게 된다. "나는 교외에 사는 말쑥하고 용모 단정한 소년이었어요, 집도 우리 집이었고, 정원도 있었죠." 레논은 어린 시절 새로 이사간 집을 이렇게 묘사했다. 레논과 폴 매카트니는 레논의 작은 방 아래에 있는 이 집의 앞 베란다에 앉아 어쿠스틱 기타를 연습했다. "거기는 화장실처럼 소리가 잘 울리는데다가, 미미 이모가 떠들어도 괜찮다고 허락한 유일한 곳이었습니다." 매카트니 역시 레논의 방에서 보낸 당시를 회상하며 말했다.
1958년 7월 15일 레논의 어머니 줄리아 레논이 버스를 잡아타려고 달려가다가 교통사고로 사망한 것도 바로 이 집 앞에서였다. 사실상 멘딥스에서 작곡된 비틀즈 노래가 없다고 생각한 내셔널 트러스트가 매입을 주저하는 동안 오노 요코가 이 집을 사 내셔널 트러스트에 기증하며 이런 말을 남겼다. "나는 이 집을 리버풀의 시민 및 전 세계의 존 레논과 비틀즈 팬들을 위해 보존하고 싶었습니다." 대규모 복원 과정 끝에 2003년 3월 역사·문화적 의미가 있는 장소에 붙이는 푸른색 안내판이 선명히 붙은 멘딥스가 일반에 공개됐다. 문화유산 2급 건축물로 지정된 것은 물론이다. 이곳은 지금도 주요 관광지로 남아 있다.
브릿 팝 밴드 오아시스는 이 집의 사진을 자신들의 싱글 〈Live Forever〉 커버에 실어 멘딥스와 레논에 경의를 표했다.

## 같이 보기
- 뉴캐슬 로드 9번지 – 존 레논의 첫 유년기 집
- 포슬린 로드 20번지 – 폴 매카트니의 어릴 적 집. 현재 내셔널 트러스트 소유.
- 아놀드 그로브 12번지 – 조지 해리슨의 출생지.
- 애드미럴 그로브 10번지 – 링고 스타의 어릴 적 집.

## 참고 문헌
- 브라이언, 사우널 (2014). 《The Beatles in 100 Objects》 [비틀즈 100]. 아트북스. ISBN 978-89-6196-172-1. 2017년 4월 25일에 확인함.